# Cryptocarya membranacea
Cryptocarya membranacea är en lagerväxtart som beskrevs av Thw.. Cryptocarya membranacea ingår i släktet Cryptocarya och familjen lagerväxter. Inga underarter finns listade i Catalogue of Life.